# Haus der Sorben

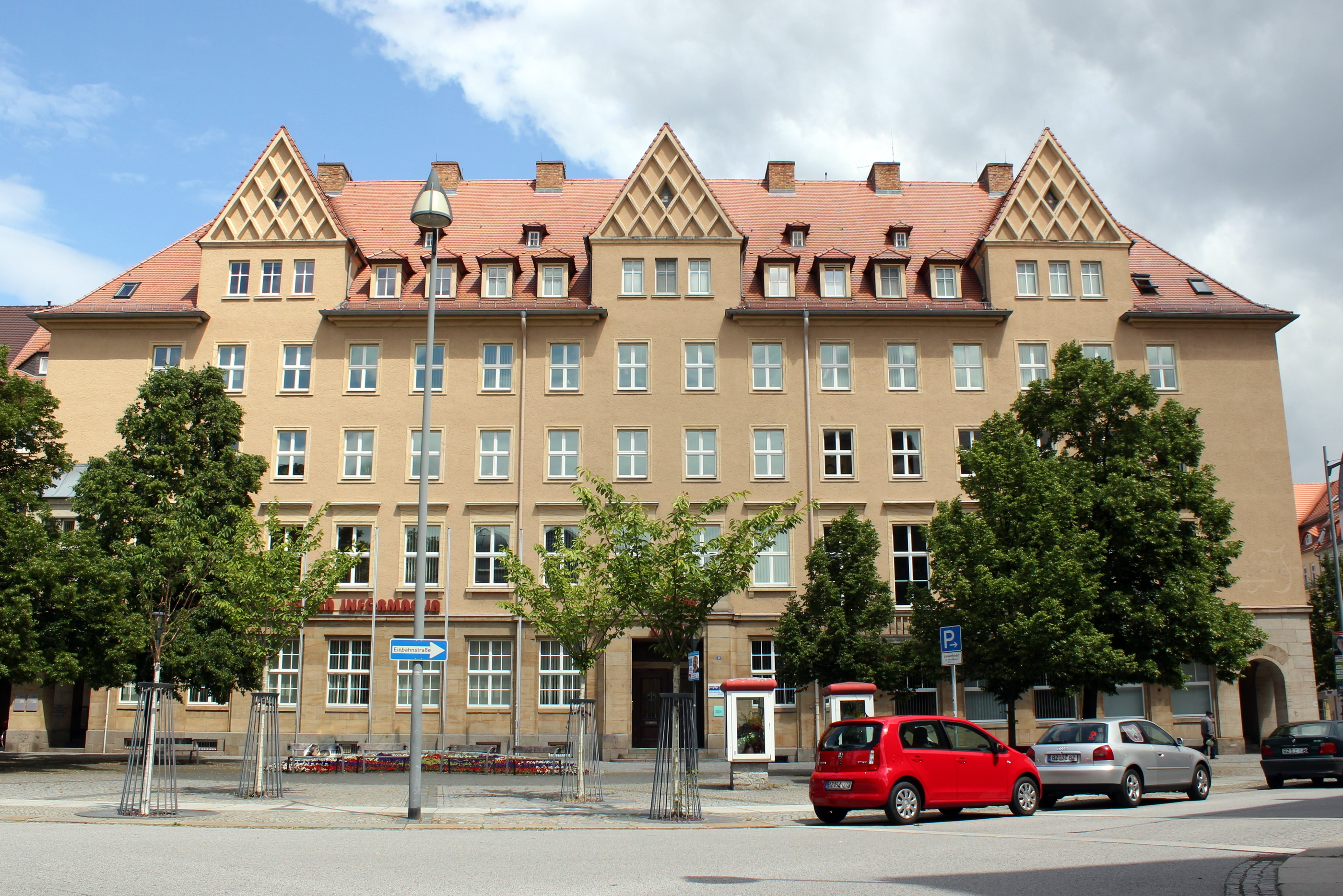
Hauptfassade des Hauses der Sorben

Das Haus der Sorben, obersorbisch Serbski dom, ist ein Verwaltungsgebäude am Postplatz 2 in der ostsächsischen Stadt Bautzen, dem kulturellen und politischen Zentrum der Sorben in der Oberlausitz. Das 1947 bis 1956 errichtete Gebäude ist Sitz der Domowina und der Stiftung für das sorbische Volk sowie weiterer sorbischer Institutionen.
Der Neubau war notwendig, nachdem das 50 Jahre zuvor am Lauengraben errichtete Wendische Haus (sorbisch ebenfalls Serbski dom) im April 1945 zerstört wurde. Während der gleichbleibende sorbische Name eine Kontinuität aufweist, erfolgte der Namenswechsel im Deutschen von wendisch/Wenden zu sorbisch/Sorben, nachdem die Bezeichnung „Wenden“ in der Zeit des Nationalsozialismus zunehmend pejorativ belegt wurde und somit ein symbolischer Neuanfang notwendig schien.

## Geschichte

### Vorgeschichte

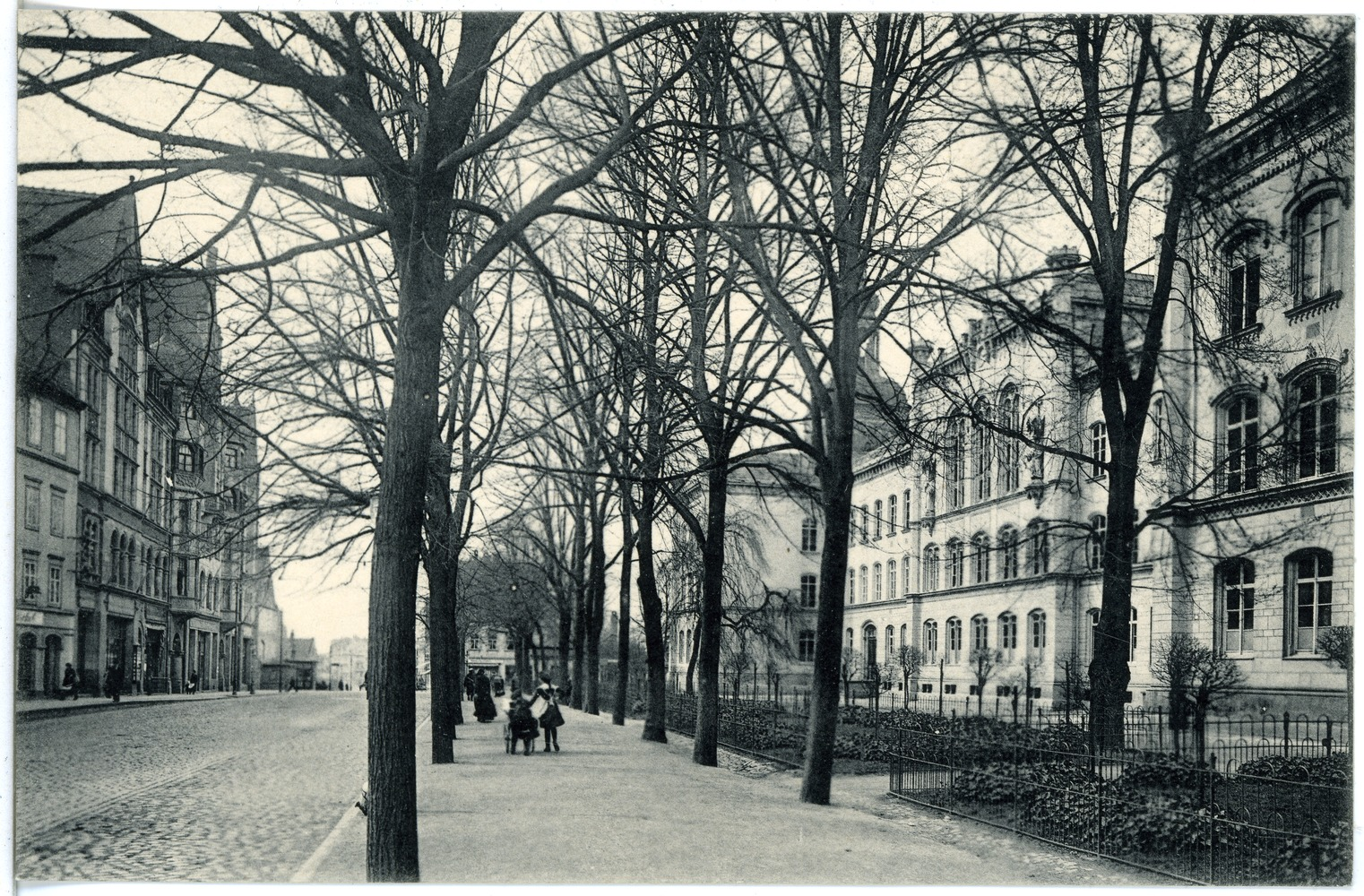
Wendisches Haus (links) am Lauengraben, 1915

Der Gedanke für ein Haus der Sorben geht zurück auf die 1845 geformte und schließlich 1847 gegründete sorbische Kultur- und Wissenschaftsgesellschaft Maćica Serbska. Auf Bestreben ihres Mitbegründers Jan Arnošt Smoler billigte die Gesellschaft 1866 einen Plan zum Sammeln von Spenden zur Errichtung eines Gesellschaftshauses. Auf eigenes Risiko erwarb Smoler 1873 ein bebautes Grundstück am Lauengraben, dessen Haus zum Mittelpunkt des Vereinslebens werden sollte. Da die meisten Sorben vergleichsweise arm waren und es außer einer kleinen Mittelschicht keine finanzstarken Industriellen gab, reiste er zur Finanzierung des Hauses und weiterer Kulturvorhaben wiederholt ins slawische Ausland, insbesondere nach Russland, um Spenden zu sammeln. Die letzte Reise erfolgte 1883, im darauffolgenden Sommer verstarb Smoler.
Angesichts der umfangreichen Bibliothek und der Sammlung volkskundlicher Exponate, die unter der Leitung Arnošt Mukas für die 1896 in Dresden durchgeführte Ausstellung des Sächsischen Handwerks und Kunstgewerbes deutlich erweitert wurde, war der im Haus vorhandene Platz nicht mehr ausreichend. Muka nutzte seine Kontakte zum Dresdner Architekten August Grothe und kümmerte sich um die Finanzierung, sodass der Grundstein für den Neubau im Stil der Frührenaissance am 21. April 1897 anlässlich des 50. Gründungsjubiläums der Maćica Serbska gelegt werden konnte. Ein großer Teil der nötigen Mittel wurde durch Spenden aus der sorbischen Bevölkerung zusammengetragen.
Jurij Łusčanski, Apostolischer Präfekt von Meißen in der Oberlausitz und Vorsitzender der Maćica Serbska, weihte den Neubau nach sieben Jahren am 26. September 1904 feierlich ein. Bis 1907 erfolgte der Bau eines Saals, mit dem das Wendische Haus zum Mittelpunkt des sorbischen Kulturlebens wurde. Im Gebäude fanden die wissenschaftliche Gesellschaft mit ihrer umfangreichen Bibliothek, das Wendische Museum sowie die Smoler’sche Druckerei und Buchhandlung Platz. Später kamen die 1912 gegründete Domowina und die 1919 gegründete Wendische Volksbank (Serbska ludowa banka) hinzu.
Nach der Machtergreifung der Nationalsozialisten sollten die Sorben in die neuen Strukturen eingegliedert werden. Nachdem dies aufgrund des Widerstands der Domowina nicht gelungen war, wurden ab 1937 seitens der Wendenabteilung zuerst diese und danach die weiteren sorbischen Vereinigungen sowie sorbische Medien verboten und der Gebrauch des Sorbischen in der Öffentlichkeit stark eingeschränkt. Das Gebäude wurde konfisziert, das darin befindliche sorbische Café in Schöne Lausitz umbenannt, der Saal als NSDAP-Versammlungsraum genutzt, die Druckerei geschlossen und die Sammlungen (Bibliothek und Museum) zerschlagen, verkauft, zerstört oder auf die Ortenburg gebracht. In den letzten Kriegstagen setzte die SS das Gebäude in Brand, zudem fiel es einem Bombenangriff zum Opfer.

### Neuanfang nach dem Zweiten Weltkrieg

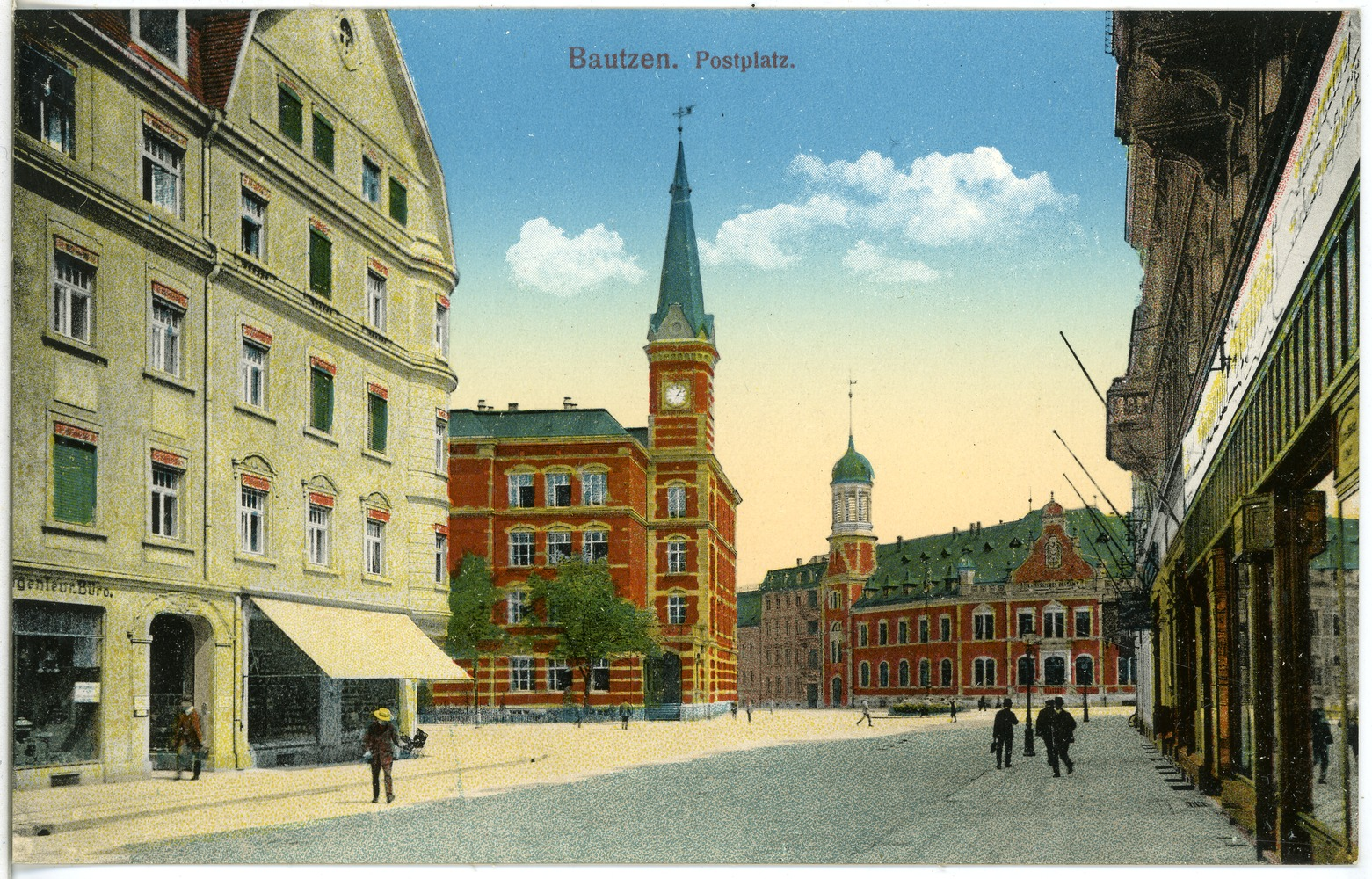
Blick durch die Goschwitzstraße auf den Postplatz mit der Lessingschule (Mitte, links) und das Postamt (Mitte, rechts), 1914

Nach dem Ende des Zweiten Weltkriegs durften Sorben wieder ihre Sprache und Kultur pflegen. Auf Beschluss des Bautzner Stadtparlaments erhielt die Maćica Serbska am 6. März 1947 als Ersatz für das ausgebrannte Wendische Haus die Liegenschaft der zerstörten Lessingschule am Postplatz. Nach einer Ausschreibung gewann das Dresdner Architekturbüro Högg & Rötschke den Architekturwettbewerb und bereits am 24. August 1947 erfolgte die feierliche Grundsteinlegung mit zahlreichen in- und ausländischen Gästen, insbesondere aus den slawischen Ländern. Damit verbunden war das 100. Gründungsjubiläum der Maćica Serbska.
Die Finanzierung erfolgte durch Spendensammlungen, sowohl in der Lausitz als auch im slawischen Ausland (vor allem Tschechoslowakei, Polen und Jugoslawien), die 1,5 Millionen Reichsmark erbrachten. Außerdem arbeiteten viele Jugendliche der umliegenden Dörfer unentgeltlich in sorbischen Brigaden der Jugendorganisation Serbska młodźina während der Aktion Natwarjamy Serbski dom (= Wir bauen das Haus der Sorben). Den neuen politischen Gegebenheiten entsprechend schloss sich die Maćica Serbska der Domowina an. Infolge der Währungsreform in der Sowjetischen Besatzungszone im Juni 1948 verlor die Domowina bei einem Tauschkurs von 10:1 fast ihr ganzes Geld, wodurch der Bau ins Stocken geriet. Im darauffolgenden Jahr wurden staatlicherseits 500.000 DM zur Weiterführung genehmigt. Kurz vor der Fertigstellung übertrug die Domowina das Haus in Volkseigentum. Im Rahmen des 2. Sorbischen Volkstreffens (nach 1950) erfolgte am 8. Juli 1956 die feierliche Eröffnung des Hauses der Sorben.
Bereits 1954 hatte die Stadt Bautzen anlässlich des 100. Geburtstages von Arnošt Muka (1854–1932) und des Baus des Hauses der Sorben den zwischen Postplatz und August-Bebel-Platz verlaufenden Straßenzug aus Gartenstraße und Bergstraße in Dr.-Ernst-Mucke-Straße umbenannt.

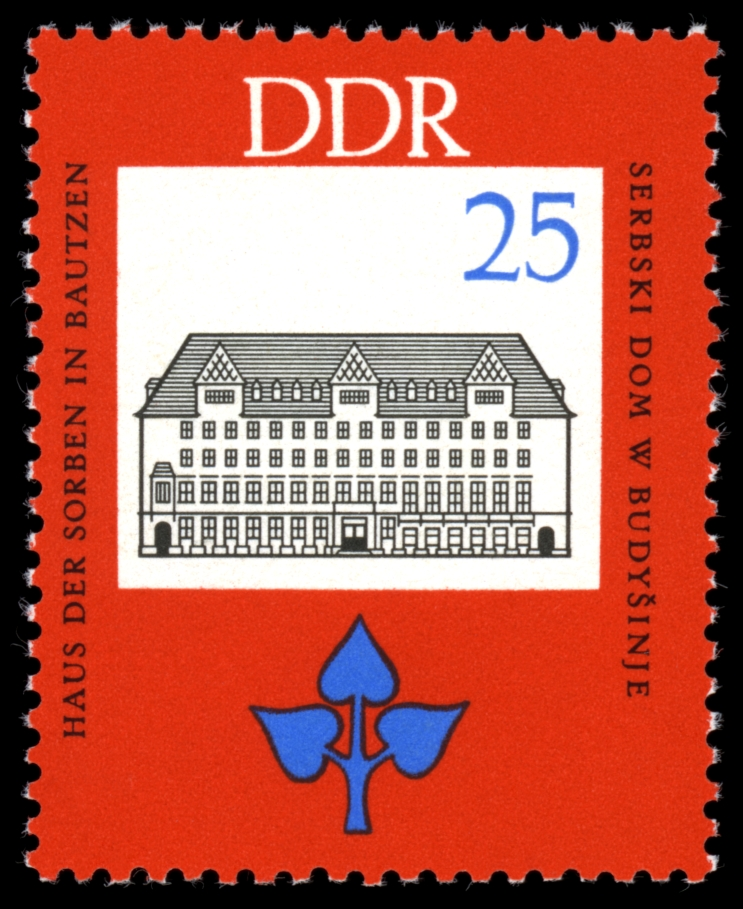
Briefmarke der Deutschen Post, 1966

Unter dem Titel Naš serbski dom fertigte Kurt Heine eine Langzeitdokumentation an, die die Geschichte des Hauses der Sorben von 1947 bis 1959 begleitet. In dem 70-minütigen Film, der 2017 in einem sächsischen Modellprojekt zur „Sicherung des Audiovisuellen Erbes“ als eines von zehn sorbischen Filmdokumenten rekonstruiert und digitalisiert wurde, werden unter anderem Aufräumarbeiten, Grundsteinlegung und Bau sowie die Nutzung des fertiggestellten Hauses gezeigt.
Zum 150. Geburtstag von Jan Arnošt Smoler entwarfen Johannes Hansky und Gerhard Stauf zwei Briefmarken für die Deutsche Post, die zum 1. März 1966 ausgegeben wurden und Smoler (20 Pf.) sowie das Haus der Sorben (25 Pf.) zeigen.
Einen größeren Umbau erfuhr das Innere des Hauses in den Jahren 2012/2013, als unter anderem der Saal modernisiert und das ehemalige Café „Bjesada“ zu Büroräumen wurden.

## Baubeschreibung
Das denkmalgeschützte Haus der Sorben in der Bautzner Innenstadt ist ein dreigeschossiges Gebäude mit drei Dreiecksgiebeln, die durch Wabenmuster in Sandstein betont sind. Während das erste Obergeschoss einseitig betont ist, ist das Gebäude ab dem zweiten Obergeschoss symmetrisch. Das Gebäude befindet sich an der Nordseite des Postplatzes zwischen der Karl-Marx-Straße im Westen und der Kurt-Pchalek-Straße im Osten.
An der Giebelseite zur Kurt-Pchalek-Straße erinnert die Sandsteinskulptur „Jugendbrigadierleiter“ an die Brigadebewegung während der Aufbauphase.

## Nutzung
Das Haus der Sorben ist Sitz der Domowina und der Stiftung für das sorbische Volk. Zudem sind in ihm die Sorbische Kulturinformation, das aus der Produktionsgruppe Sorbischer Film hervorgegangene Sorabia-Film-Studio und weitere Kulturschaffende untergebracht.
Bis 2020 war auch das Studio Bautzen mit dem Sorbischen Rundfunk des MDR im Dachgeschoss des Gebäudes ansässig. Dieses zog ins gegenüberliegende, ebenfalls denkmalgeschützte Postgebäude am Postplatz 3. Bereits im Eröffnungsjahr 1956 erhielt das Haus der Sorben Anschluss an das Rundfunkleitungsnetz und ein Redakteursbüro. Zur Unterstützung des Senders Cottbus wurde 1963 im Haus feste Studiotechnik eingebaut und in den folgenden Jahren erweitert, sodass ab 1968 auch Liveübertragungen aus Bautzen im Cottbuser Programm möglich waren. Ab dem 4. Oktober 1989, rechtzeitig zum 40. Jahrestag der DDR, sendete das Studio Bautzen sorbischen Rundfunk unabhängig vom Sender Cottbus. Durch diese betriebliche Trennung gehört das Studio seit 1991/1992 zum Verbund des MDR.
Bis Februar 2010 war im Erdgeschoss das Café »Bjesada« eingerichtet.